# John Schlesinger
John Schlesinger (16. veljače 1926. – 25. srpnja 2003.),  engleski filmski redatelj.
Rođen u Londonu u židovskoj obitelji, počeo je raditi na televiziji kao glumac nakon diplome na koledžu Balliol, Oxford. Za jedan od svojih prvih filmova, dokumentarac Kolodvor (1960.), dobio je Zlatnog lava na  Vencijanskom filmskom festivalu i nagradu BAFTA. Bio je deklarirani  homoseksualac koji je 30 godina živio s partnerom.
Njegova prva dva filma, I to se zove ljubav (1962.) i Lažov Billy (1963.) bili preokupirani životima junaka iz Sjeverne Engleske. Njegov treći film, Draga (1965.), bio je žestoki prikaz života u Londonu i jedan od prvih filmova o tzv. swingerskom Londonu. Schlesingerov sljedeći film bio je Daleko od razuzdane gomile (1967.), adaptacija popularnog romana  Thomasa Hardyja. Schlesingerov Ponoćni kauboj (1969.) bio je veliki međunarodni uspjeh nagrađen Oscarima za režiju i najbolji film.
Schlesingeru je 1998. ugrađen četverostruki srčani bypass, nakon čega je 2000. pretrpio srčani udar. Do 24. srpnja 2003. mu je život održavan na aparatima, kad ih je isključio njegov životni partner, fotograf Michael Childers. Schlesinger je umro početkom sljedećeg dana sa 77 godina.

## Filmografija
- I to se zove ljubav (1962.)
- Lažov Billy (1963.)
- Draga (1965.)
- Daleko od razuzdane gomile (1967.)
- Ponoćni kauboj (1969.)
- Nedjelja, prokleta nedjelja (1971.)
- Dan skakavca (1975.)
- Maratonac (1976.)
- Yanks (1979.)
- Honky Tonk Freeway (1981.)
- Odvojeni stolovi (1983.) (TV)
- Englez u inozemstvu (1983.)  (TV)
- The Falcon and the Snowman (1985.)
- Vjernici (1987.)
- Madame Sousatzka (1988.)
- Pacifički vrhovi (1990.)
- A Question of Attribution (1991.) (TV)
- Nevini (1993.)
- Cold Comfort Farm (1995.) (TV)
- Oko za oko (1996.)
- Priča o Sweeneyju Toddu (1998.) (TV)
- Sljedeća najbolja stvar (2000.)

## Vanjske poveznice
- John Schlesinger u internetskoj bazi filmova IMDb-u (engl.)
- Senses of Cinema: Great Directors Critical Database
- John Schlesinger